# Dario Resta
Dario Resta (Faenza (Ravenna), 17 augustus 1882 - Weybridge (Surrey), 3 september 1924) was een geboren Italiaans en tot Brit genaturaliseerde autocoureur. Hij won de Indianapolis 500 in 1916.

## Carrière
Resta begon zijn carrière als autocoureur in Europa. Hij werd in 1912 ingelijfd in het raceteam van Sunbeam. In 1913 werd een eenzitter versie van de Sunbeam Grand Prix racer gemaakt om nieuwe record in Brooklands te zetten. In de Grand Prix' werd indertijd nog met twee man gereden: de coureur en zijn monteur. De eenzitter auto reed 12 uur lang op Brooklands, afwisselend bestuurd door Jean Chassagne, Dario Resta en Kenelm Lee Guinness en verbrak alle wereldsnelheidsrecords van 2 tot 12 uur en van 200 tot 1.000 mijl. De Royal Automobile Club besloot in 1914 de Tourist Trophy op het Eiland Man in ere te herstellen en Louis Coatalen, de hoofdontwerper van Sunbeam én de grote motor achter de raceactiviteiten, bouwde een nieuwe auto met een 3,3 liter viercilinder met 16 kleppen. Drie auto's werden ingezet in de 600 mijl race die twee dagen duurde. De race vond plaats op 10 en 11 juni en voor Sunbeam startten Dario Resta, Kenelm Lee Guinness en diens oudere broer Algernon. Kenelm Lee Guinness won de race, Resta viel op de eerste dag uit en Algernon op de tweede.
Toen door het uitbreken van de Eerste Wereldoorlog races in Europa verboden werden, verscheepte Sunbeam een raceauto naar de Verenigde Staten, en Dario reisde mee. Hij liet zijn gezin overkomen naar Bakersfield en legde in de buurt van Buttonwillow een klein circuit aan. Resta racete in Amerika niet alleen voor Sunbeam, maar ook voor Peugeot. In 1915 won hij vijf American Automobile Association races en finishte met zijn Peugeot op de tweede plaats tijdens zijn eerste deelname aan de Indianapolis 500. In 1916 werd voor de eerste en enige keer in de geschiedenis van de Indy 500, de race op voorhand ingekort van 500 naar 300 mijl wegens de Eerste Wereldoorlog die aan de gang was. Resta vertrok vanaf de vierde startplaats en reed zijn Peugeot naar de overwinning. Hij won dat jaar nog vier andere kampioenschapsraces en won daarmee het American Automobile Association kampioenschap. Hij reed de Indy 500 na de oorlog nog een derde en laatste keer. Hij viel uit met mechanische pech in de race van 1923.
Dario Resta keerde in 1923 terug van zijn Amerikaanse avontuur en ging terug naar Sunbeam. In zijn eerste Europese race na de oorlog, de Grand Prix op het Spaanse Autodrome Nacional in Sitges, viel hij uit. In maart werd hij tweede in de Kop Hill Climb en in april werd hij derde in de “Long Handicap” op Brooklands. In mei won hij de Aston Clinton Hill Climb met een van de Grand Prix auto’s en in dezelfde maand ook de South Harting Hill Climb. In augustus werd hij negende in de Grand Prix de L’Europe in Lyon. De laatste wedstrijd die gepland stond voor Resta was de International Class “E” Records Meeting in Brooklands op 2 september 1924. Dario Resta reed er met zijn monteur Bill Perkins in een zescilinder Grand Prix auto. In de vierde ronde liep er een wiel van de auto, Resta verloor de controle over de auto en was op slag dood. Hij werd 42 jaar. Perkins raakte gewond.

## Trivia
De verwondingen van Perkins hadden indirect nog meer gevolgen. Perkins zou in de Spaanse Grand Prix in Lasarte als monteur met Kenelm Lee Guinness mee rijden, maar lag nog in het ziekenhuis na zijn crash met Resta. Tom Barrett nam zijn plaats in. Barrett was eigenlijk de monteur van Henry Segrave, maar Kenelm Lee Guinness, de eerste rijder van het team, kon vanwege zijn gebrekkige Italiaans niet goed werken met de andere monteur, de Italiaan Marocchi. Daarom gaf hij de voorkeur aan Barrett. Segrave sprak wel Italiaans en had er geen probleem mee.
Door een scheur in het wegdek verloor Guinness de controle, de auto ging over de kop en de twee passagiers vlogen er uit. Tom Barrett kwam ongelukkig neer en overleed ter plaatse. Guinnes had verwondingen aan zijn hoofd en ledematen en zou nooit meer racen. Segrave wist niet dat Barrett en Guinness bij het ongeluk betrokken waren, reed door en won de race. Kenelm Lee Guinness kwam de gevolgen van het ongeluk nooit helemaal te boven. Hij had last van depressies en pleegde in 1937 zelfmoord.
Door de ongelukken met Perkins en Barrett werden de regels veranderd en kwam er een einde aan de meerijdende monteurs.